# Eugen Steinach
Eugen Steinach (Hohenems, 22 januari 1861 - Territet, bij Montreux, 14 mei 1944) was een Weense fysioloog. Hij was een van de wegbereiders van de endocrinologie en de seksuologie.

## Leven en werk
Steinach studeerde aan de universiteiten van Gent en Wenen en promoveerde in 1886 aan de Universiteit van Innsbruck. In 1936 werd onder zijn leiding vastgesteld dat oestrogenen stofwisselingsproducten zijn van androgenen. Zijn team gaf androsteron aan ratten en er werd een verhoogde uitscheiding van oestrogenen in de urine geconstateerd. Dit vond plaats zowel bij gecastreerde als bij normale ratten, wat bewees dat de omzetting niet in de testes gebeurde.

## Navolging
Ludwig Levy-Lenz, een Duitse arts die in een later stadium de eerste geslachtsbevestigende operatie zou doen, deed voor de hormoontherapie van zijn patiënten inspiratie op bij Steinach. Doordat Steinachs onderzoek nog in de kinderschoenen stond, had dit echter bij Lili Elbe een fatale afloop.

## Bron
- D.J.Th. Wagener: De geschiedenis van de oncologie. Houten, Bohn Stafleu van Loghum, 2008. ISBN 978-90-313-5232-6